# Gegenstrom-Schichtwärmetauscher
Der Gegenstrom-Schichtwärmetauscher (GSWT) ist ein rekuperativer Wärmeübertrager, der aus liegenden Wärmetauscherschichten vertikal zusammengesetzt ist.

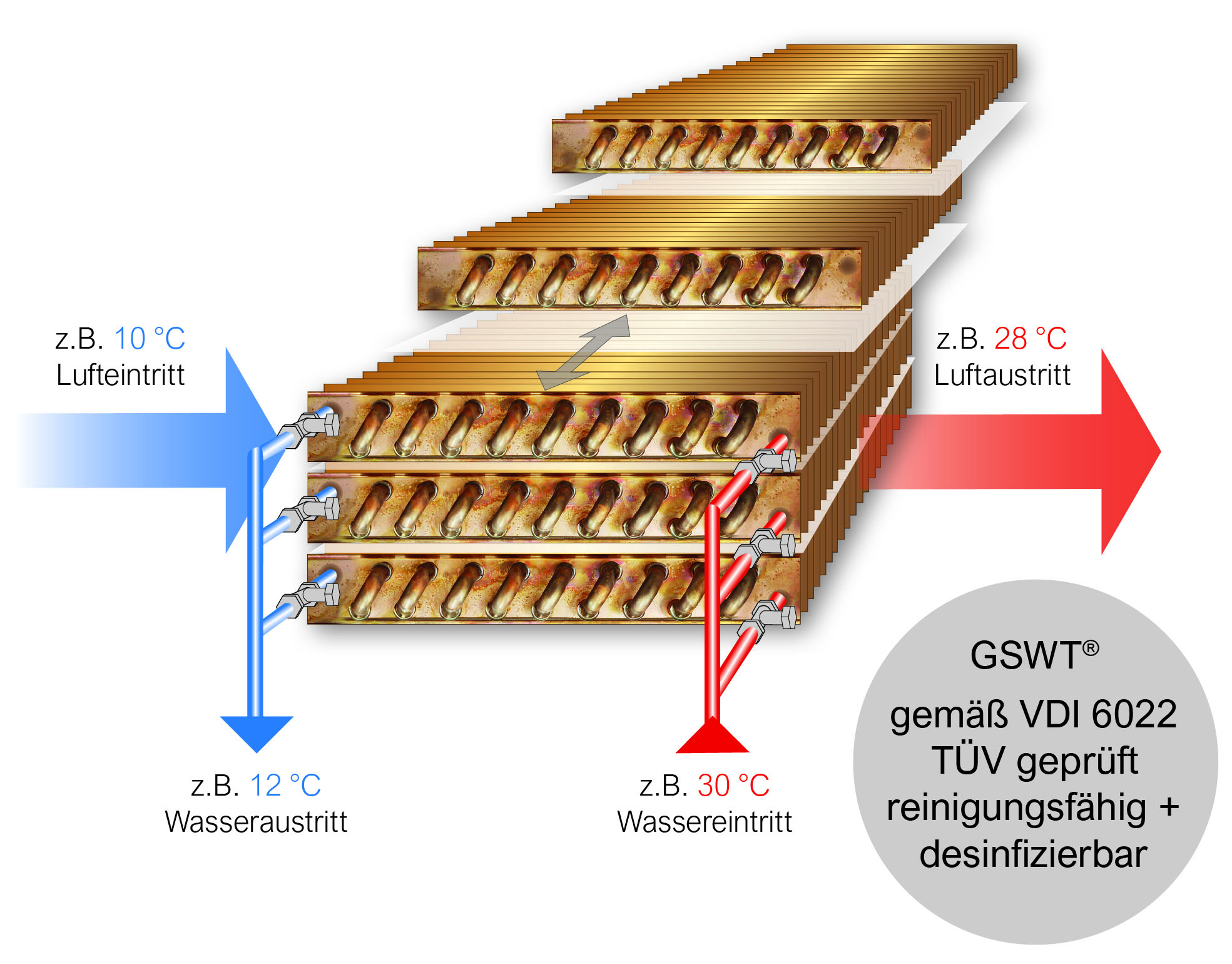
Aufbau eines GSWT

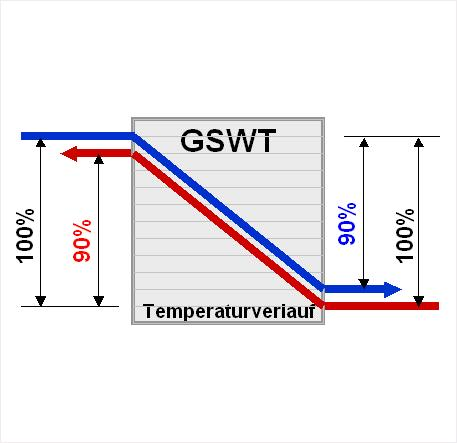
Temperaturverlauf im Gegenstrom-Schichtwärmetauscher (GSWT)

Mit dem GSWT wird thermische Energie zwischen einem gasförmigen Medium – z. B. Luft – und einem flüssigen Medium – z. B. Wasserglykolgemisch – übertragen. Diese Paarung der Medien führt zu der Bauform eines Lamellenwärmetauschers, bei der die Flüssigkeit im Kreuzgegenstrom (99 % Gegenstromverhalten) geführt wird.
In dieser Bauweise werden leistungsstarke und effiziente Wärmeübertrager ausgeführt, die zudem vollständige Reinigungsfähigkeit und Redundanz in sich vereinen. Die Standardbauform ist konzipiert für einen Temperaturaustauschgrad von 90 % bei gleichen Wärmekapazitätenströmen. Eine hydraulische Verbindung von zwei Gegenstrom-Schichtwärmetauschern ergibt eine Wärmerückgewinnung. Die so gebildete Wärmerückgewinnung ist dann absolut keim- und schadstoffübertragungsfrei und auch im Störfall ohne jegliche Rauch- oder Brandübertragung.

## Unterscheidungsmerkmale
Der GSWT besteht aus horizontal zerlegbaren Wärmetauscherschichten, die durch Trennebenen separiert sind. Dadurch bilden sich reinigungsaktive Strömungskanäle. Der GSWT ist sowohl im zusammengebauten als auch im zerlegten Zustand bis in den Kern vollständig reinigungsfähig. Die Zerlegbarkeit ist nützlich für Transport, Montage, Demontage und Reinigung. Die erhöhte Redundanz erklärt sich aus der Tatsache, dass jede einzelne Schicht funktionsfähig, absperrbar, entleerbar sowie gasseitig abschottbar ist. Bei Ausfall einer Schicht wird die Funktion der restlichen Schichten bis zum nächsten Wartungstermin aufrechterhalten.

## Effizienz
Die Effizienz kennzeichnet hier die Wirtschaftlichkeit des Wärmeübertragungsprozesses. Mit wenig Aufwand (Pumpen- und Ventilatorenergie) soll so viel wie möglich Nutzen (Wärmeleistung) erzielt werden. Eine Kennzahl der Effizienz ist das Verhältnis der Wärmeleistung zur Förderleistung von Pumpe und Ventilator. Bei Wärmeübertragungsprozessen wird diese Kennzahl zusätzlich auf einen Nutztemperaturhub von 1 °C bezogen. Bei dem GSWT liegt diese bezogene Effizienz bei gleichen Wärmekapazitätenströmen immer höher als 4:1. Soll beispielsweise die Lufttemperatur um 30 °C angehoben werden, ergibt sich eine Effizienz von 30*(4:1) = 120:1. Das heißt, für die Bereitstellung von 120 Teilen Wärmeleistung wird nur ein Teil Förderleistung benötigt.

## Chronologie
1973, im Jahr der ersten Energiekrise, wurden die ersten Heiz- und Kühlregister zu einfachen Wärmerückgewinnungsanlagen zusammen geschaltet. Während der zweiten Energiekrise (1979) reichte deren Leistungsfähigkeit nicht mehr aus und es lief die Entwicklung des hocheffizienten GSWT an, so dass 1983 die
Marktreife erreicht wurde. Die ersten beiden eingesetzten GSWT arbeiteten in einer über ein Kreislaufverbundsystem (KV-System) zusammengeschalteten Wärmerückgewinnung (WRG). Drei Jahre später stand mit dem GSWT ein Bauelement zur Verfügung, mit dem die multifunktionale Nutzung umgesetzt werden konnte.

## Reinigungsfähigkeit
Verschmutzungen bzw. Ablagerungen können bei Wärmetauschern nicht unerhebliche Probleme bereiten. Es werden dabei im Wesentlichen zwei Problemfälle unterschieden:
- Behinderung der Funktion (Druckverlust, Wärmewiderstand)
- Hygienische Beeinträchtigung (Verkeimung z. B. mit Bakterien, Viren, Pilzen)

Beim GSWT greifen bei der Reinigung im eingebauten Zustand drei Wirkmechanismen. Diese sind:
- Druckenergie. Dadurch werden Ablagerungen und Verstopfungen vermieden, die in der Regel eine Behinderung der Funktion mit sich bringen. Der GSWT besteht luftseitig aus vielen feinen Strömungskanälen, die innen sehr glatt sind und keine Querprofilierung oder gar Stoßstellen haben. Die Strömungskanäle sorgen dafür, dass immer die volle Druckdifferenz zwischen Lufteintritt und -austritt ggf. vorhandene Verstopfungen lösen und somit Selbstreinigungseffekte bewirken.
- Impulserhaltung. Bei einer manuellen Reinigung sorgen die Strömungkanäle dafür, dass sich ein Reinigungsstrahl nicht räumlich spreizen kann. Dadurch verliert er im gesamten Verlauf durch den Wärmetauscher nicht an Geschwindigkeit bzw. Reinigungskraft.
- Oberflächenbenetzung. Ein Reinigungsstrahl flutet den zu reinigenden Strömungskanal in seiner ganzen Länge. Dadurch wird jede Stelle permanent umspült. Reinigungsmittel, die zur Erzielung bester Wirkung die ganze Oberfläche vollständig und dauerhaft benetzen müssen, können ohne mechanische Einwirkung durch Lösung, Desinfizierung oder chem. Wandlung Verschmutzungen oder Verkeimungen entfernen.

Für die Reinigung bis in den Kern kommen nur einfachste Reinigungsmethoden (Absaugen, Durchblasen oder Durchspülen) zur Anwendung. Eine Hochdruckreinigung, bei der sehr leicht Lamellen oder Beschichtungen ruiniert werden können, ist nicht nötig und käme höchstens für den ausgebauten Zustand sinnvoll zum Einsatz. Dabei wird dann jede einzelne Schicht des zerlegbaren GSWT von allen Seiten bis in den tiefsten Kern eingesehen und gereinigt.
Das Reinigungsergebnis kann optisch oder mit anerkannten Prüfmethoden sofort und an jeder Stelle geprüft werden, da im zerlegten Zustand die komplette Oberfläche – auch wegen geringer Höhe zwischen den Lamellen – zugänglich ist.

## Wärmerückgewinnung und multifunktionale Nutzung
Ziel der multifunktionalen Nutzung ist es, mit möglichst wenigen Baueinheiten möglichst viele technische Funktionen abzudecken. Systeme dieser Art bauen in den Abmessungen sehr kompakt und bieten durch ihre Effizienz wirtschaftlich einen erhöhten Nutzen. Anwendung finden sie vorwiegend bei der Wärmerückgewinnung (WRG) in Klimaanlagen. Als Basiseinheit sind zwei GSWT über ein Kreislaufverbundsystem (KV-System) zur WRG zusammengeschaltet. Dieser Basiseinheit können als Zubehör weitere Funktionen zur multifunktionalen Nutzung aufgeschaltet werden:

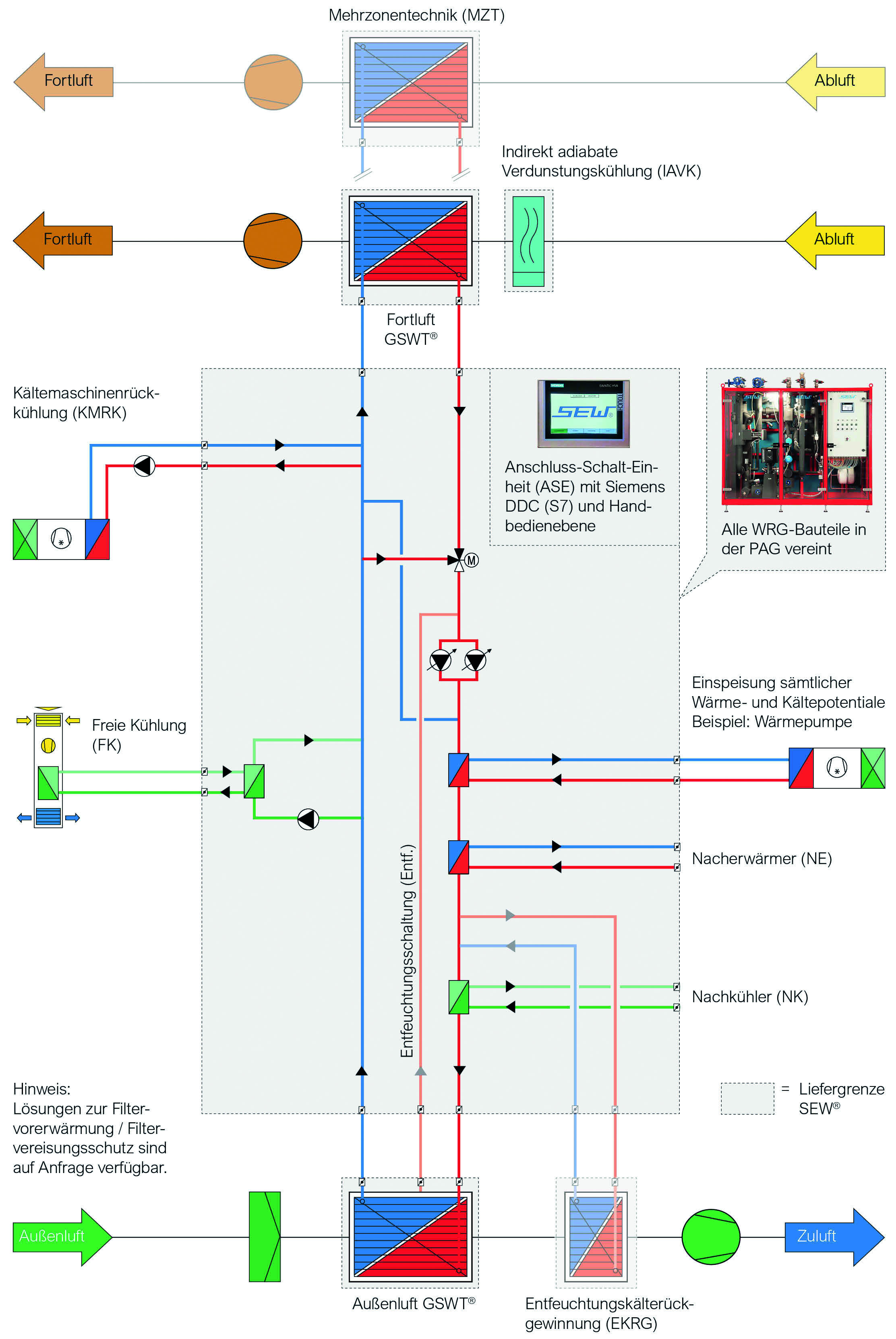
Multifunktionen im GSWT-System

- Indirekte adiabate Verdunstungskühlung erzeugt ein Kältepotential durch Befeuchtung eines ohnehin abzuführenden Luftstroms. Dieses Kältepotential wird mit dem Basissystem auf den zu kühlenden Zuluftstrom übertragen. In den meisten Fällen erspart dies eine mechanische Kälteerzeugung.
- Integrierte Luft- und Wärmetauscherschaltung zur Nachtkältenutzung ermöglicht eine gleichzeitige Nachtkältekühlung und Nachtkältegewinnung.
- Nutzung natürlich vorkommender Kältepotentiale wie Brunnenwasser, Erdkälte etc.
- Integrierte Solarwärmenutzung über KV-System nutzt zu Heizzwecken bereits solarerzeugte Wärme ab 20 °C zur Beheizung.
- Integrierte Nacherwärmung über KV-System erspart das Heizregister
- Integrierte Nachkühlung über KV-System erspart das Kühlregister
- Integrierte mechanische Kälteerzeugung integriert eine mechanische Kälteerzeugung und bindet die Verdampferseite in das KV-System ein. Dies erspart das Kühlregister und Kältezentralen.
- Integrierte Entfeuchtungskühlung erreicht bei Taupunktunterschreitung mit möglichst hohen Kältetemperaturen dennoch die erforderliche Kälteleistung. Dadurch wird der COP-Wert der erforderlichen mechanischen Kältemaschine stark gesteigert.
- Integrierte Entfeuchtungskälterückgewinnung ermöglicht gleichzeitige Nacherwärmung und Kälterückspeisung ohne Primärenergieeinsatz.
- Raumluftkühler können mit Außenluftkälte über das KV-System versorgt werden.
- Integrierte Freie Kühlung speist Kälte über das KV-System in Pufferspeicher, Tagwärme und Nachtkälte kann dann bei Spitzenlast entnommen werden.
- Integrierte Kältemaschinenrückkühlung integriert eine mechanische Kälteerzeugung und bindet die Kondensatorseite in das KV-System ein. Dies erspart das Rückkühlwerk.
- Integriertes Blockheizkraftwerk (BHKW) nutzt vor Ort Strom und Wärme. Zur Stromspitzendeckung ist im Sommer kein zusätzlicher Kühler erforderlich.

## Einsatzgebiete
Als typische Einsatzgebiete sind

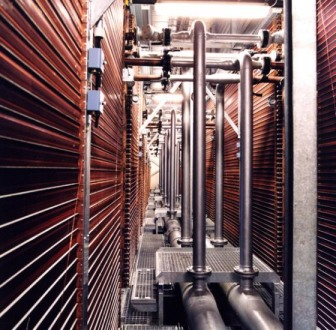
Gegenstrom-Schichtwärmetauscher (GSWT) für 1,2 Mio. m³/h Luft im Industriebereich

- Klimaanlagen (Krankenhäuser, Bürogebäude, Schwimmbäder, Gewerbe, Flughäfen, Automobilindustrie)
- produktionstechnische Anlagen
- verfahrenstechnische Anlagen
- Kraftwerke

zu nennen.

## Nutzung
- Bundeskanzleramt (Berlin)